# Puchar Challenge siatkarek (2010/2011)
Puchar Challenge siatkarek 2010/2011 – 4. sezon turnieju rozgrywanego od 2007 roku, organizowanego przez Europejską Konfederację Piłki Siatkowej (CEV) w ramach europejskich pucharów dla żeńskich klubowych zespołów siatkarskich „starego kontynentu”.

## Drużyny uczestniczące
- Doprastav Bratysława
- Gat Solutions Senica
- Slávia UK Bratysława
- UiS Stavanger
- Galeb Bar
- Kula Gradacac
- Lokomotiv Baku
- Igtisadchi Baku
- Azerrail Baku
- Maritza Plovdiv
- CSKA Sofia (CEV)
- Trb da Noi AEL Limassol
- Apollon Limassol
- Aruji Anorthosis Famagusta (CEV)
- Paola Hibernians
- Sliedrecht Sport
- TVC Amstelveen
- PND Weert (CEV)
- Sparkasse Hartberg
- Sparkasse Klagenfurt
- ASKÖ Linz-Steg (CEV)
- Oxidoc Palma Mallorca
- Sm'Aesch Pfeffingen
- VC Kanti Schaffhausen
- Engelholm VS
- ŽOK Rijeka
- Mladost Zagrzeb (CEV)
- Schweriner SC
- 1. VC Wiesbaden (CEV)
- Nova Branik Maribor
- Evreux VB
- Dauphines Charleroi
- VDK Gent Dames
- Asterix Kieldrecht (CEV)
- CK Ponta Delgada
- Iraklis Saloniki
- A.O. Markopoulo Revoil
- Olympiakos Pireusx (CEV)
- Chimik Jużne Odessa
- Kommunalnik Mogilev
- Omiczka Omsk
- Urałoczka-NTM Jekaterynburg (CEV)
- Dinamo Azotara Pancevo
- Tent Obrenovac (CEV)
- Vizura Belgrad (CEV)
- Universitatea Craiova
- CS Știința Bacău (CEV)
- Minchanka Mińsk (CEV)
- GCB Centrostal Bydgoszcz (CEV)
- LP Viesti Salo (CEV)
- SK Tirana (CEV)

## Rozgrywki

### Runda 1
| Data       | Drużyna 1            | Wynik | Drużyna 2            | Sety                              |
| ---------- | -------------------- | ----- | -------------------- | --------------------------------- |
| 10.10.2010 | Doprastav Bratysława | 3:0   | UiS Stavanger        | 25:20, 25:16, 25:20               |
| 16.10.2010 | Doprastav Bratysława | 3:1   | UiS Stavanger        | 25:20, 25:17, 23:25, 25:18        |
| 09.10.2010 | Galeb Bar            | 2:3   | Gat Solutions Senica | 25:18, 25:20, 16:25, 16:25, 11:15 |
| 10.10.2010 | Galeb Bar            | 0:3   | Gat Solutions Senica | 17:25, 25:27, 18:25               |
| 16.10.2010 | Kula Gradacac        | 0:3   | Igtisadchi Baku      | 16:25, 19:25, 8:25                |
| 17.10.2010 | Kula Gradacac        | 0:3   | Igtisadchi Baku      | 19:25, 16:25, 12:25               |
| 09.10.2010 | Maritza Plovdiv      | 1:3   | Apollon Limassol     | 25:22, 21:25, 23:25, 23:25        |
| 17.10.2010 | Maritza Plovdiv      | 1:3   | Apollon Limassol     | 22:25, 19:25, 28:26, 22:25        |
| 10.10.2010 | Paola Hibernians     | 0:3   | Azerrail Baku        | 7:25, 6:25, 10:25                 |
| 17.10.2010 | Paola Hibernians     | 0:3   | Azerrail Baku        | 9:25, 14:25, 12:25                |

### Runda 2
| Data       | Drużyna 1               | Wynik | Drużyna 2                  | Sety                              |
| ---------- | ----------------------- | ----- | -------------------------- | --------------------------------- |
| 08.12.2010 | Sliedrecht Sport        | 3:0   | Sparkasse Hartberg         | 25:16, 25:13, 25:16               |
| 15.12.2010 | Sliedrecht Sport        | 3:0   | Sparkasse Hartberg         | 25:18, 25:13, 25:16               |
| 08.12.2010 | Oxidoc Palma Mallorca   | 3:0   | Sm’ Aesch Pfeffingen       | 26:24, 25:19, 25:20               |
| 15.12.2010 | Oxidoc Palma Mallorca   | 0:3   | Sm’ Aesch Pfeffingen       | 18:25, 19:25, 22:25 (15:8)        |
| 09.12.2010 | ZOK Rijeka              | 0:3   | Schweriner SC              | 21:25, 23:25, 21:25               |
| 16.12.2010 | ZOK Rijeka              | 0:3   | Schweriner SC              | 24:26, 20:25, 14:25               |
| 08.12.2010 | Engelholm VS            | 1:3   | Nova Branik Maribor        | 17:25, 25:16, 17:25, 27:29        |
| 15.12.2010 | Engelholm VS            | 1:3   | Nova Branik Maribor        | 25:27, 15:25, 25:22, 13:25        |
| 09.12.2010 | Doprastav Bratysława    | 0:3   | Evreux VB                  | 17:25, 16:25, 23:25               |
| 15.12.2010 | Doprastav Bratysława    | 0:3   | Evreux VB                  | 17:25, 23:25, 16:25               |
| 07.12.2010 | Dauphines Charleroi     | 3:0   | Clube Kairos Ponta Delgada | 25:15, 25:19, 25:12               |
| 14.12.2010 | Dauphines Charleroi     | 3:1   | Clube Kairos Ponta Delgada | 25:11, 18:25, 25:20, 25:17        |
| 07.12.2010 | Trb da Noi AEL Limassol | 2:3   | CSKA Sofia                 | 26:24, 25:20, 15:25, 16:25, 12:15 |
| 14.12.2010 | Trb da Noi AEL Limassol | 0:3   | CSKA Sofia                 | 23:25, 19:25, 23:25               |
| 08.12.2010 | Kanti Schaffhausen      | 3:1   | Gat Solutions Senica       | 20:25, 25:17, 25:17, 25:15        |
| 15.12.2010 | Kanti Schaffhausen      | 3:1   | Gat Solutions Senica       | 27:25, 24:26, 25:12, 27:25        |
| 08.12.2010 | Igtisadchi Baku         | 3:0   | Sparkasse Klagenfurt       | 25:10, 25:4, 25:11                |
| 15.12.2010 | Igtisadchi Baku         | 3:0   | Sparkasse Klagenfurt       | 25:9, 25:19, 25:22                |
| 09.12.2010 | TVC Amstelveen          | 2:3   | VDK Gent Dames             | 27:29, 25:20, 16:25, 25:19, 5:15  |
| 15.12.2010 | TVC Amstelveen          | 1:3   | VDK Gent Dames             | 25:22, 22:25, 20:25, 23:25        |
| 08.12.2010 | Iraklis Saloniki        | 0:3   | VC Wiesbaden               | 16:25, 14:25, 21:25               |
| 15.12.2010 | Iraklis Saloniki        | 0:3   | VC Wiesbaden               | 24:26, 17:25, 15:25               |
| 07.12.2010 | Chimik Jużne Odessa     | 3:0   | Kommunalnik Mogilev        | 25:19, 25:19, 25:21               |
| 15.12.2010 | Chimik Jużne Odessa     | 1:3   | Kommunalnik Mogilev        | 25:19, 22:25, 22:25, 14:25 (15:9) |
| 09.12.2010 | Omiczka Omsk            | 3:2   | Lokomotiv Baku             | 25:22, 20:25, 20:25, 25:21, 15:10 |
| 14.12.2010 | Omiczka Omsk            | 0:3   | Lokomotiv Baku             | 16:25, 23:25, 24:26 (14:16)       |
| 07.12.2010 | Apollon Limassol        | 3:2   | Dinamo Azotara Pancevo     | 25:27, 23:25, 25:18, 25:18, 15:5  |
| 14.12.2010 | Apollon Limassol        | 3:2   | Dinamo Azotara Pancevo     | 25:17, 15:25, 20:25, 25:22, 15:9  |
| 08.12.2010 | Slávia UK Bratysława    | 3:1   | Universitatea Craiova      | 25:23, 17:25, 25:19, 25:16        |
| 15.12.2010 | Slávia UK Bratysława    | 0:3   | Universitatea Craiova      | 24:26, 18:25, 21:25 (15:8)        |
| 09.12.2010 | Azerrail Baku           | 3:0   | AO Markopoulo Revoil       | 25:20, 25:11, 25:14               |
| 15.12.2010 | Azerrail Baku           | 3:0   | AO Markopoulo Revoil       | 25:12, 25:20, 25:15               |

### 1/16 finału
Schweriner SC ma wolny los
| Data       | Drużyna 1                   | Wynik | Drużyna 2                | Sety                                      |
| ---------- | --------------------------- | ----- | ------------------------ | ----------------------------------------- |
| 05.01.2011 | Știința Bacău               | 3:0   | Evreux VB                | 25:18, 25:18, 25:12                       |
| 12.01.2011 | Știința Bacău               | 3:0   | Evreux VB                | 25:23, 25:21, 25:14                       |
| 12.01.2011 | Tent Obrenovac              | 0:3   | Igtisadchi Baku          | 15:25, 15:25, 15:25                       |
| 13.01.2011 | Tent Obrenovac              | 0:3   | Igtisadchi Baku          | 22:25, 16:25, 14:25                       |
| 06.01.2011 | Královo Pole Brno           | 3:0   | CSKA Sofia               | 25:16, 25:19, 25:13                       |
| 11.01.2011 | Královo Pole Brno           | 3:2   | CSKA Sofia               | 19:25, 25:22, 25:14, 23:25, 15:12         |
| 05.01.2011 | Minchanka Mińsk             | 0:3   | Dauphines Charleroi      | 24:26, 15:25, 23:25                       |
| 12.01.2011 | Minchanka Mińsk             | 1:3   | Dauphines Charleroi      | 21:25, 23:25, 25:17, 23:25                |
| 04.01.2011 | ASKÖ Linz-Steg              | 0:3   | Lokomotiv Baku           | 15:25, 11:25, 18:25                       |
| 12.01.2011 | ASKÖ Linz-Steg              | 0:3   | Lokomotiv Baku           | 8:25, 9:25, 12:25                         |
|            | Apollon Limassol            | 3:0   | GCB Centrostal Bydgoszcz | walkower                                  |
|            | Apollon Limassol            | 3:0   | GCB Centrostal Bydgoszcz | walkower                                  |
| 05.01.2011 | Vizura Belgrad              | 3:2   | VDK Gent Dames           | 27:29, 25:17, 26:24, 22:25, 15:9          |
| 12.01.2011 | Vizura Belgrad              | 0:3   | VDK Gent Dames           | 17:25, 24:26, 15:25 (15:11)               |
| 04.01.2011 | Aruji Anorthosis Famagusta  | 0:3   | Kanti Schaffhausen       | 21:25, 16:25, 28:30                       |
| 12.01.2011 | Aruji Anorthosis Famagusta  | 0:3   | Kanti Schaffhausen       | 17:25, 22:25, 12:25                       |
| 05.01.2011 | LP Viesti Salo              | 3:0   | Sliedrecht Sport         | 25:15, 25:23, 27:25                       |
| 12.01.2011 | LP Viesti Salo              | 1:3   | Sliedrecht Sport         | 23:25, 22:25, 25:11, 11:25 (15:9)         |
| 06.01.2011 | PND Weert                   | 3:0   | Chimik Jużne Odessa      | 25:23, 25:22, 25:20                       |
| 11.01.2011 | PND Weert                   | 2:3   | Chimik Jużne Odessa      | 22:25, 25:22, 13:25, 25:20, 11:15 (10:15) |
| 12.01.2011 | Olympiakos Pireus           | 0:3   | Azerrail Baku            | 7:25, 15:25, 13:25                        |
| 13.01.2011 | Olympiakos Pireus           | 0:3   | Azerrail Baku            | 14:25, 11:25, 20:25                       |
| 06.01.2011 | SK Tirana                   | 0:3   | Slávia UK Bratysława     | 20:25, 22:25, 17:25                       |
| 11.01.2011 | SK Tirana                   | 1:3   | Slávia UK Bratysława     | 20:25, 25:19, 18:25, 24:26                |
| 06.01.2011 | Mladost Zagrzeb             | 2:3   | Oxidoc Palma Mallorca    | 25:20, 25:19, 12:25, 19:25, 7:15          |
| 12.01.2011 | Mladost Zagrzeb             | 0:3   | Oxidoc Palma Mallorca    | 20:25, 19:25, 15:25                       |
| 06.01.2011 | Asterix Kieldrecht          | 3:1   | VC Wiesbaden             | 19:25, 25:17, 25:18, 26:24                |
| 12.01.2011 | Asterix Kieldrecht          | 3:1   | VC Wiesbaden             | 25:20, 26:24, 14:25, 25:20                |
| 06.01.2011 | Urałoczka-NTM Jekaterynburg | 3:0   | Nova Branik Maribor      | 25:15, 25:14, 25:8                        |
| 12.01.2011 | Urałoczka-NTM Jekaterynburg | 3:1   | Nova Branik Maribor      | 23:25, 25:21, 25:15, 25:21                |

### 1/8 finału
| Data       | Drużyna 1            | Wynik | Drużyna 2                   | Sety                                    |
| ---------- | -------------------- | ----- | --------------------------- | --------------------------------------- |
| 02.02.2011 | Știința Bacău        | 0:3   | Igtisadchi Baku             | 22:25, 23:25, 17:25                     |
| 08.02.2011 | Știința Bacău        | 1:3   | Igtisadchi Baku             | 17:25, 24:26, 25:23, 10:25              |
| 01.02.2011 | Královo Pole Brno    | 1:3   | Dauphines Charleroi         | 25:27, 13:25, 25:22, 22:25              |
| 08.02.2011 | Královo Pole Brno    | 3:2   | Dauphines Charleroi         | 17:25, 25:21, 25:11, 18:25, 15:9 (15:9) |
| 01.02.2011 | Lokomotiv Baku       | 3:0   | Apollon Limassol            | 25:19, 25:15, 25:18                     |
| 08.02.2011 | Lokomotiv Baku       | 3:0   | Apollon Limassol            | 25:19, 25:23, 25:19                     |
| 02.02.2011 | VDK Gent Dames       | 0:3   | Schweriner SC               | 21:25, 22:25, 17:25                     |
| 09.02.2011 | VDK Gent Dames       | 1:3   | Schweriner SC               | 18:25, 25:23, 22:25, 22:25              |
| 02.02.2011 | Kanti Schaffhausen   | 3:0   | LP Viesti Salo              | 25:23, 25:17, 25:22                     |
| 10.02.2011 | Kanti Schaffhausen   | 0:3   | LP Viesti Salo              | 16:25, 10:25, 12:25 (8:15)              |
| 01.02.2011 | Chimik Jużne Odessa  | 0:3   | Azerrail Baku               | 14:25, 18:25, 13:25                     |
| 08.02.2011 | Chimik Jużne Odessa  | 0:3   | Azerrail Baku               | 15:25, 14:25, 18:25                     |
| 01.02.2011 | Slávia UK Bratysława | 3:2   | Oxidoc Palma Mallorca       | 26:24, 23:25, 25:23, 15:25, 19:17       |
| 09.02.2011 | Slávia UK Bratysława | 0:3   | Oxidoc Palma Mallorca       | 20:25, 18:25, 22:25 (9:15)              |
| 03.02.2011 | Asterix Kieldrecht   | 3:2   | Urałoczka-NTM Jekaterynburg | 22:25, 20:25, 25:21, 25:22, 15:7        |
| 09.02.2011 | Asterix Kieldrecht   | 0:3   | Urałoczka-NTM Jekaterynburg | 19:25, 7:25, 12:25 (11:15)              |

### 1/4 finału
| Data       | Drużyna 1             | Wynik | Drużyna 2                   | Sety                              |
| ---------- | --------------------- | ----- | --------------------------- | --------------------------------- |
| 23.02.2011 | Igtisadchi Baku       | 3:0   | Královo Pole Brno           | 25:20, 25:19, 25:17               |
| 02.03.2011 | Igtisadchi Baku       | 3:2   | Královo Pole Brno           | 23:25, 19:25, 25:14, 25:22, 15:10 |
| 22.02.2011 | Lokomotiv Baku        | 3:0   | Schweriner SC               | 25:23, 25:19, 25:16               |
| 01.03.2011 | Lokomotiv Baku        | 3:2   | Schweriner SC               | 17:25, 25:23, 16:25, 25:23, 16:14 |
| 23.02.2011 | LP Viesti Salo        | 2:3   | Azerrail Baku               | 25:19, 15:25, 26:24, 14:25, 9:15  |
| 02.03.2011 | LP Viesti Salo        | 0:3   | Azerrail Baku               | 20:25, 20:25, 16:25               |
| 23.02.2011 | Oxidoc Palma Mallorca | 0:3   | Urałoczka-NTM Jekaterynburg | 16:25, 22:25, 20:25               |
| 02.03.2011 | Oxidoc Palma Mallorca | 0:3   | Urałoczka-NTM Jekaterynburg | 16:25, 22:25, 20:25               |

### Półfinał
| Data       | Drużyna 1       | Wynik | Drużyna 2                   | Sety                              |
| ---------- | --------------- | ----- | --------------------------- | --------------------------------- |
| 16.03.2011 | Igtisadchi Baku | 0:3   | Lokomotiv Baku              | 21:25, 20:25, 26:28               |
| 20.03.2011 | Igtisadchi Baku | 3:2   | Lokomotiv Baku              | 23:25, 25:20, 25:22, 14:25, 15:8  |
| 15.03.2011 | Azerrail Baku   | 3:2   | Urałoczka-NTM Jekaterynburg | 25:22, 22:25, 25:21, 29:31, 15:13 |
| 19.03.2011 | Azerrail Baku   | 3:1   | Urałoczka-NTM Jekaterynburg | 25:15, 25:21, 23:25, 25:19        |

### Finał
| Data       | Drużyna 1      | Wynik | Drużyna 2     | Sety                       |
| ---------- | -------------- | ----- | ------------- | -------------------------- |
| 29.03.2011 | Lokomotiv Baku | 1:3   | Azerrail Baku | 25:23, 20:25, 16:25, 22:25 |
| 03.04.2011 | Lokomotiv Baku | 1:3   | Azerrail Baku | 28:30, 25:22, 13:25, 17:25 |